# George Smiley
George Smiley er en fiktiv figur opfundet af John le Carré. Smiley er en efterretningsmand, som arbejder for MI6, der ofte omtales som "Cirkus" i romaner og film, og som er det britiske efterretningsvæsen for udlandet. Smiley er en central person i romanerne: "Telefon til afdøde", "Dame, konge, es, spion", "Spionen der gik sine egne veje", "Til døden jer skiller", "Mord på højt plan" og "Den hemmelige pilgrim". Han optræder desuden i flere andre romaner.
Hans adresse er 9 Bywater Street i Chelsea, London.

## Tidlige liv
Selv om der ikke findes nogen egentlig biografi, ud over det som kort anføres i starten af Telefon til afdøde, efterlader le Carré dog nogle spor i sine romaner.
Smiley blev formentlig født omkring 1906 af middelklasseforældre i det sydlige England og gik på en mindre kostskole efterfulgt af et gammelt og lidet bemærkelsesværdigt college i Oxford (i filmatiseringen af Til døden jer skiller, omtaler han sig selv som kandidat fra Lincoln College), hvor han studerede moderne sprog med særlig fokus på barok tysk litteratur. I juli 1928, mens han overvejede at læse videre inden for dette område, blev han rekrutteret til efterretningstjenesten af sin tutor Jebedee.
Han gennemgik træning og afprøvning i Centraleuropa og Sydamerika og tilbragte perioden fra 1935 til ca. 1938 i Tyskland med at opbygge netværk under dække af at være underviser. I 1939 med udbruddet af 2. verdenskrig gjorde han tjeneste i Tyskland, Schweiz og Sverige. Smileys overordnede under krigen beskrev ham som 'udspekuleret som Satan og samvittighedsfuld som en Jomfru'.
I 1943 blev han kaldt tilbage til England for at arbejde i MI6's hovedkvarter og i 1945 giftede ham sig med Lady Ann Sercombe, en smuk, aristokratisk og vellystig ung dame, som arbejde som sekretær der. Ann skulle vise sig at være en særdeles utro og temmelig fordømmende kone. Samme år forlod Smiley tjenesten og tog tilbage til Oxford. I 1947 da den kolde krig brød ud, blev han bedt om at vende tilbage, og i starten af 1951 skiftede han til kontraspionagen, hvor han forblev de næste ti år. I denne periode mødte Smiley første gang sin sovjetiske nemesis, Karla, i en celle i et indisk fængsel. Karla viste sig umulig at knække og havde held til at snuppe Smileys lighter, en gave fra hans kone.

## I romanerne

### De tidlige romaner
Smiley optrådte første gang i Telefon til afdøde, le Carrés debutroman. I begyndelsen af romanen, som foregår i starten af 1960'erne, er Smiley faldet i unåde og arbejder i et temmelig ordinært efterretningsjob med at sikkerhedsgodkende embedsmænd. Ved slutningen af denne roman trak han sig tilbage fra "Cirkus".
Han levede et afslappet liv med skolastisk forskning i tysk litteratur ved et universitetet i det vestlige England (formentlig Exeter) mens han undersøgte et mord på en berømt kostskole (Carne, som var formet over Sherborne School) i le Carrés næste roman, Mord på højt plan.
Spionen som kom ind fra kulden gav le Carré et internationalt ry. I denne hans 3. roman er Smiley tilbage i "Cirkus" og kan allerede være blevet en af topfolkene under "Control", den mystiske chef for Cirkus . Hans rolle i bogen var imidlertid meget lille. Handlingen i bogen fandt formentlig sted i 1962, men i denne periode bliver Smileys tidslinje en smule kompliceret.
Smiley optrådte igen i Spejlkrigen, men kun en i en perifer rolle, som den der beklæder "North European desk".

### Hændelser inden 'Karla trilogien' og le Carrés ændring af Smileys levned
Han steg i graderne i MI6 i slutningen af 1960'erne og starten af 1970'erne indtil han var "Controls" højre hånd, blot for at blive lempet ud i november eller december 1972 efter Prideaux-fiaskoen i Tjekkoslovakiet og "Control"'s død. Herefter blev Cirkus ledet af Percy Alleline med Bill Haydon som leder af 'London Station'.
Da le Carré skrev Dame, konge, es, spion lavede han drastisk om på Smileys tidlige liv. Ifølge den nye beskrivelse var Smiley blevet rekrutteret til MI6 i 1937, ikke 1928. Denne ændring skyldtes formentlig at Smileys alder ikke måtte blive et problem i de efterfølgende romaner, som le Carré planlagde for sin person. Hans kollega Peter Guillam fik også ændret sin personlige historie. Fra at være omtrent jævnaldrende med Smiley og uddannet af Cirkus under 2. verdenskrig, blev han i de nye romaner til Smileys unge protegé og betroede underordnede. (Ironisk nok blev Guillam i tv-udgaven af Dame, konge, es, spion spillet af Michael Jayston, som en relativt ung mand, men i Til døden os skiller spilles han af Michael Byrne, som er næsten jævnaldrende med Smiley).

### Karla trilogien
Begivenhederne i Dame, konge, es, spion foregår i september eller oktober 1973. Det lykkes for Smiley at afdække en langvarig sovjet-agent – eller muldvarp, som det hedder i bøgerne. I slutningen af bogen bliver Smiley midlertidig chef for at rydde op efter det diskrediterede lederhold.
I 1975 eller 1976 efter afslutningen af "Operation Dolphin", som blev beskrevet i Spionen der gik sine egne veje gik Smiley igen på pension fra tjenesten. I Til døden jer skiller blev han hentet tilbage i slutningen af 1977 for at undersøge omstændighederne ved en ældre estisk generals død. Undersøgelsen afslører, at Karla har en svaghed, som kan udnyttes. Og det gør Smiley så.
Karla-figuren er i øvrigt formet over den mangeårige leder af den sovjetiske kontraspionage Rem Krassilnikov.

### Smiley på pension
Smiley var fraværende i de tre le Carré-romaner fra 1980'erne, (selv om Det russiske hus er knyttet til visse perioder i hans tidslinje). Han dukkede op igen for en sidste optræden i 1990 i Den hemmelige pilgrim, hvor han var formand for "Fiskerirettigheds komiteen", et organ som er nedsat for at udforske mulige samarbejdsområder mellem britisk og sovjetisk efterretningsvæsen.

## Analyse
Le Carré introducerede Smiley på nogenlunde samme tidspunkt som Len Deightons navnløse antihelt (Harry Palmer i filmversionerne). Det var på et tidspunkt, hvor kritikerne og læserne bød mere realistiske versioner af spionageverdenen velkomne – som modsætning til glamourverdenen i Ian Flemings James Bond.
Smiley betragtes somme tider som Bonds modsætning, i den forstand at Bond er en urealistisk person og mere er et portræt af en mandefantasi end en regeringsagent. George Smiley er derimod stille, har blide manerer og er midaldrende. Han klarer sig med sin intelligens, og i modsætning til Bond er han en mester i at manøvrere inden for et bureaukrati frem for at manøvrere med en pistol. Også i modsætning til Bond er han ikke nogen sengeatlet, rent faktisk er det Smileys kone Ann, som er notorisk kendt for sine affærer.
Da Dame, konge, es, spion blev udgivet, beskrev anmelderen i Spectator Smiley som "en fremragende spion og fuldstændig utilstrækkelig mand".
Smiley beskrives som en usædvanlig talentfuld spionleder, der har en fantastisk hukommelse, studerer spionagens natur og har en dyb indsigt i menneskers svagheder og fejl. Selv om han har en stærk moralsk samvittighed, forstår han også de mørke og uetiske sider af sin profession.
Trods sin række af pensioneringer fastholder Smiley et stort net af hjælpere og støtter i og uden for tjenesten – herunder pensionerede politimænd og efterretningsfolk. Han trofasthed over for dem og hans stærke karakter lader til at fremme en ægte respekt og loyalitet over for ham.
Le Carré beskriver ham som en forholdsvis lille og tynd mand, som altid bærer dyrt tøj, der sidder dårligt ("Han klædte sig som en bookmaker"). Han har også en særlig vane med at pudse sine briller i sit slips.
De hævdes, at le Carré baserede Smiley-figuren på sin gamle tutor fra Lincoln College, Oxford den tidligere pastor Vivian Green — en navnkundig historiker og forfatter med en encyklopædisk viden.
Der var rygter om, at le Carré baserede figuren på Sir Maurice Oldfield, en tidligere chef for britisk efterretningsvæsen. Le Carré afviste rygterne og påpegede, at Oldfield og han ikke var samtidige. Da Alec Guinness skulle sætte sig ind i rollen som Smiley, spiste han frokost med Oldfield, og han kopierede adskillige af Oldfields vaner til figuren.

## I andre medier
Rupert Davies, kendt som Maigret, spillede Smiley som en mindre men alligevel betydningsfuld person i filmversionen af Spionen som kom ind fra kulden, som blev lavet i 1965 med Richard Burton i hovedrollen.
James Mason spillede Smiley i alle henseender undtagen navnet i The Deadly Affair, en film version af Telefon til afdøde, fra 1966 og instrueret af Sidney Lumet. Personen blev omdøbt til Charles Dobbs.
Den mest berømte fremstilling af Smiley må imidlertid være den af sir Alec Guinness i to meget succesfulde BBC tv-serier: Dame, konge, es, spion fra 1979 og Til døden os skiller fra 1982. Af omkostningshensyn (store dele af historien foregik i Indokina på baggrund af krigene der) filmatiserede BBC ikke Spionen der gik sine egne veje, den mellemste roman i trilogien, — selv de fjernøstlige dele af Dame, konge, es, spion blev flyttet til Portugal i tv-versionen.
Denholm Elliott spillede rollen i 1991-versionen af Mord på højt plan.
Bernard Hepton, som spillede rollen som Toby Esterhase i tv-serien, spillede Smiley i BBC Radio-udgaven af både Dame, konge, es, spion og Til døden os skiller, med Charles Kay som Esterhase. George Cole spillede senere Smiley i radioversioner af både Telefon til afdøde og Mord på højt plan.
Smiley optræder som Harry Limes assistent i Alan Moores grafiske roman The League of Extraordinary Gentlemen: Black Dossier.